# Караой (Балхаський район)
Карао́й (каз. Қараой) — село у складі Балхаського району Алматинської області Казахстану. Адміністративний центр Караойського сільського округу.
Населення — 1933 особи (2021; 1825 у 2009, 1573 у 1999, 2417 у 1989).